# East Dennis (Massachusetts)
East Dennis é um lugar designado pelo censo localizado no condado de Barnstable no estado estadounidense de Massachusetts. No Censo de 2010 tinha uma população de 2.753 habitantes e uma densidade populacional de 215,17 pessoas por km².

## Geografia
East Dennis encontra-se localizado nas coordenadas 41° 44′ 08″ N, 70° 09′ 27″ O. Segundo a Departamento do Censo dos Estados Unidos, East Dennis tem uma superfície total de 12.79 km², da qual 12.41 km² correspondem a terra firme e (3.02%) 0.39 km² é água.

## Demografia
Segundo o censo de 2010, tinha 2.753 pessoas residindo em East Dennis. A densidade populacional era de 215,17 hab./km². Dos 2.753 habitantes, East Dennis estava composto pelo 95.42% brancos, o 1.45% eram afroamericanos, o 0.22% eram amerindios, o 0.33% eram asiáticos, o 0.07% eram insulares do Pacífico, o 0.8% eram de outras raças e o 1.71% pertenciam a duas ou mais raças. Do total da população o 2.76% eram hispanos ou latinos de qualquer raça.